# 見 (仏教)
仏教用語の見（けん、巴: diṭṭhi, 梵: dṛṣṭi）とは、哲学的な見解のこと。仏教思想において見とは、単なる命題の抽象的集合ではなく、思考、感覚、行動によって強く形づくられ影響を及ぼす、過去の体験の解釈である。
正しい哲学的見解、すなわち正見（しょうけん、巴: sammā‑diṭṭhi, 梵: samyag-dṛṣṭi)を習得することは、八正道の一つとして挙げられている。反対に間違った見解は邪見（じゃけん、巴: micchā-diṭṭhi, 梵: mithyā-dṛṣṭi）、悪見（あっけん）と呼ばれる。間違った見への執着を見取（ditth-upadana）という。
したがって、見に対する適切な精神的態度を持つことは、仏教の不可欠な部分と考えられている。時には正見の実践と邪見の放棄が必要とされ、また時には見（＝見解）が菩提の障害と見なされることもある。

## 位置づけ
見は志向作用（行）より起こり、そして構築されるものである。これは個人が冷静に選択できるような中立な選択肢といったものではなく、「条件付け」によって発生する症状なのである。パーリ仏典において、釈迦は涅槃に達したならば「束縛、結縛、貪欲、妄執、執著、愛着、見への固執」を「超越する」と語っている。
Paul Fullerは、八正道の最初の一つに挙げられている正見は、究極的には正しい見解というよりも、認知の型からの解放を目指していると解釈している。

## 正見と邪見
比丘たちよ。邪見とは何か。
布施〔に果報〕はなく、大規模な献供〔に果報〕はなく、小規模な献供〔に果報〕はない。善悪の業に果報はない。今世は存在せず、他世（＝来世）は存在しない。母〔への果報〕はなく、父〔への果報〕はない。化生の衆生はない。
この世において、正しい道を歩み、正しく行じ、自らの智慧によって今世と他世を悟り、（それを他者に）説く沙門、バラモンは存在しないという、比丘たちよ、これが邪見である。
—パーリ仏典, 中部大四十経, Sri Lanka Tripitaka Project
正見（しょうけん, 巴: sammā‑diṭṭhi, 梵: samyag-dṛṣṭi）とは八正道のひとつ。仏道修行によって得られる仏の智慧であり、様々な正見があるが、根本となるのは四諦の真理などを正しく知ることである。
大四十経においては、釈迦は10項目の邪見を挙げ、これが「邪見である」と知ることが正見であると説く。
梵網経においては、釈迦は仏教における全ての邪見を64種類（六十二見）網羅して示している。

## 五悪見
阿毘達磨発智論では5つの悪見が挙げられ、これは五見、五悪見などと呼ばれる。
1. 身見（有身見, sakkāya-diṭṭhi） - 結のひとつ。人我見、我見とも。五蘊を自己（我）とみなす見解。
2. 辺見（antaggāha-diṭṭhi） - 常見および断見のこと。
3. 邪見 （micchā-diṭṭhi）- 果報を否定する無道徳論（プーラナ・カッサパ,六師外道のひとり）。
4. 見取見 - 四取への執着。
5. 戒禁取見（sīlabbata-parāmāsa） - 誤った手続きへの執着。